# Валтер Рьорл
Валтер Рьорл (на немски: Walter Röhrl) е немски автомобилен рали състезател.
Двукратен Световен рали шампион (1980 и 1982).

## Биография
Рьорл е роден на 7 март 1947 година, в древния баварски град Регенсбург.
На 16-годишна възраст, Рьорл започва да работи при Епископа на Регенсбург, и скоро става негов шофьор, който изминава над 120000 км годишно. Занимава се активно със зимни спортове, карайки ски, преди да бъде поканен да кара в първото си рали, което става през 1968 година.
Първият му старт е през 1968 година с кола „Фиат 850“.
През 1974 година е пети в Рали „Великобритания“ с кола „Опел Аскона“ и тогава става Европейски шампион на Рали.
През 1975 година побеждава в Рали Акрополис.
През 1978 година е четвърти в Рали „Монте Карло“, печели Рали „Акрополис“ и Рали „Квебек“ и е шести в Рали „Великобритания“ с кола „Фиат Абарт 131“.
През 1980 и 1982 година е световен шампион в Световния рали шампионат.
Печели Рали „Монте Карло“ четири пъти, с четири различни марки състезателни автомобили. Негов дългогодишен навигатор е Кристиан Гейсдорфер.